# Convention de premier emploi
Pour les articles homonymes, voir CPE.
Ne pas confondre avec Contrat première embauche en France.
L'objectif poursuivi de la Convention de premier emploi (CPE), contrat de travail belge, est d'offrir à un maximum de jeunes la possibilité d'intégrer le marché de l'emploi dans les six mois qui suivent la fin de leur scolarité.
Pour atteindre cet objectif, les employeurs qui occupent au moins 50 travailleurs, ont l'obligation d'engager des jeunes à concurrence de 3 % de l'effectif de leur personnel.
En contrepartie il bénéficie d'une réduction de cotisations patronales de sécurité sociale.

## Pour quels demandeurs d'emploi?

### Demandeur d'emploi d'origine étrangère
Est considéré comme demandeur d'emploi d'origine étrangère le jeune :
- qui ne possède pas la nationalité d'un État membre de l'Union européenne
- dont au moins un des parents ne possède pas la nationalité d'un État membre de l'Union européenne (ou ne la possédait pas à la date de son décès)

OU
- dont au moins deux des grands-parents ne possèdent pas la nationalité d'un État membre de l'Union européenne (ou ne la possédaient pas à la date de leur décès).

### Demandeur d'emploi qui a une aptitude au travail réduite
Est considéré comme demandeur d'emploi handicapé, le jeune inscrit comme tel auprès d'un des organismes suivants :
- le Service Bruxellois Francophone des Personnes Handicapées (SBFPH) : rue Meiboom 14, 1000 Bruxelles, 02/209 32 11 ;;
- le Vlaams Fonds voor Sociale Integratie van Personen met een Handicap (VFSIPH) : avenue de l'Astronomie, 1210 Saint-Josse, 02/225 84 11 ;
- l'Agence Wallonne pour l'Intégration des Personnes Handicapées (AWIPH) ;
- la Dienststelle der Deutschsprachigen Gemeinschaft für Personen mit einer Behinderung sowie für die besondere soziale Fürsorge (DDGPBF).